# Жан Виденов
Жан Василев Виденов е български политик, министър-председател на България през 1995 – 1997 г. и председател на Българската социалистическа партия от декември 1991 до декември 1996 г.
Подава оставка от заеманите постове след масови протести заради хиперинфлацията в страната. Кризата оттогава е наречена „Виденова зима“.
Понастоящем е преподавател в пловдивското Европейско висше училище по икономика и мениджмънт и идеолог на младежката комунистическа организация „Че Гевара“.

## Биография

### Ранни години
Жан Виденов е роден в Пловдив на 22 март 1959 г. Завършва Пловдивската английска гимназия, а през 1985 г. – специалност „Международни икономически отношения“ в Московския държавен институт по международни отношения с арабски език (като първи чужд език). Като студент е приет за член на Българската комунистическа партия (1983). Избиран е по време на следването си във вузовския комитет и в градския комитет на ДКМС. В своя V курс е капитан на отбора на института по бридж, който печели първенството на град Москва.
От 1985 г., след дипломирането си, Виденов работи в Пловдив – в предприятието „Биотехника“ и по-късно в БССП „Автоелектроника“ (1989 – 1990).

### Политическа кариера
От 1986 г. е на ръководна длъжност в Димитровския комунистически младежки съюз.
В началото на 1990 г. е избран за член на Висшия партиен съвет на БСП, а през ноември същата година – за член на неговото Председателство. През 1991 г. на конгрес е избран за председател на БСП с подкрепата на неговия предшественик Александър Лилов.

#### Министър-председател
След победата на БСП на парламентарните избори през 1994 г. Жан Виденов оглавява нейното правителство. 
Според представители на лявото крило на БСП това довежда до победата на БСП в местните избори през 1995 година. Във външната политика започва отдалечаване от САЩ и сближаване с управляваната тогава от ляво правителство Гърция и Югославия, до степен когато журналиста Велизар Енчев протестира по БНТ срещу твърденията на Слободан Милошевич в ООН за наличие на "сръбско малцинство" в България, той да бъде уволнен. Според изследване на Института за пазарна икономика некомпетентната финансова политика на този кабинет довежда страната до тежка икономическа криза. Привърженици на Виденов обясняват фалита на банките с тяхното източване по време на правителството на Любен Беров и на некомпетентната политика на БНБ по отношение на лева. По времето на управлението на Жан Виденов изтича отсрочката за отлагане на погасяването на лихви по външния дълг, сключена от правителството на Филип Димитров. Виденов не успява да договори нова отсрочка, като същевременно България е неспособна да продължи плащанията по дълга, което води до спад в кредитния рейтинг на страната и начало на финансова дестабилизация.

#### Хиперинфлация и оставка
През есента и зимата на 1996/1997 г. страната е в състояние на хиперинфлация. Средната работна заплата главоломно пада (по-късно, през февруари 1997 г., достига 5 – 6 щатски долара), което поражда недоволство и масови протести в големите градове. На 4 ноември 1996 г. 19 членове от ръководството на БСП отправят открито писмо с искане за оставка на Жан Виденов като министър-председател.
На 21 декември 1996 г. на проведения извънреден 42-ри конгрес на БСП Виденов обявява, че подава оставката си като министър-председател на България и като председател на БСП. За председател на партията е избран Георги Първанов. Оставката на правителството е гласувана на 28 декември същата година на извънредно заседание на XXXVII народно събрание. Опитите на БСП да състави нов кабинет срещат масови граждански протести, организирани от СДС.
След отстраняването му от ръководството на БСП Жан Виденов се оттегля от активната политическа дейност. През 2000 г. престава да бъде член на ВС на БСП и председател на БСП в Пловдив.

### По-късна политическа дейност
Виденов дълго време бива приеман за „наивника“ в собственото си правителство, излъган от своите БСП приятели, но все пак до 2009 г. той остава в партията. През 2009 г. обявява, че е напуснал БСП поради несъгласието си с политиката на нейното ръководство и на правителството на Сергей Станишев. По същото време става известно, че под негово влияние в Пловдив се развива комунистическата младежка радикална организация „Че Гевара“, която взима дейно участие в протестите от февруари 2013 г.
В началото на май 2021 г. Виденов обявява завръщането си в политиката чрез партия „Лявата алтернатива на България“, която впоследствие формира предизборна коалиция за парламентарните избори на 11-ти юли 2021 г., наречена „Ляв съюз за чиста и свята република“, заедно с партиите „Български път“, „Българска прогресивна линия“, „Партия на българските комунисти“ и „Възраждане на Отечеството“. Коалицията получава под половин процент от гласовете.

## Научна дейност
Преподава в частното висше училище „Европейски колеж по икономика и управление“ в Пловдив.
Владее английски, френски, руски и арабски език.

## Сътрудник на ДС
От 1988 до 1990 година е секретен сътрудник на Държавна сигурност (към Окръжно управление на МВР) с агентурно име „Дунав“, в качеството си на съдържател на конспиративна/явочна квартира.

## Личен живот
Жан Виденов е женен за Каталина Виденова, имат син Васил Виденов.
Определя се като атеист.